# Todos los hombres son creados iguales
La cita «todos los hombres son creados iguales» es parte de la sentencia que figura en la declaración de independencia de los Estados Unidos, que en 1776, en la que Thomas Jefferson escribió que:
Sostenemos como evidentes estas verdades, que todos los hombres son creados iguales; que son dotados por su Creador de ciertos derechos inalienables; que entre estos están la vida, la libertad y la búsqueda de la felicidad.
La frase estaba presente en el proyecto original de la declaración. Posteriormente fue citado e incorporado en discursos por una amplia gama de cifras sustanciales en la vida política y social estadounidense en los Estados Unidos. La forma final de la frase fue estilizada por Benjamin Franklin. Se le ha llamado una "declaración inmortal", y "quizás [la] frase única" del período revolucionario estadounidense con la mayor "importancia continua".

## Origen del uso de las frases por Thomas Jefferson
Thomas Jefferson, a través de su amistad con el marqués de Lafayette, fue fuertemente influenciado por filósofos franceses del Siglo de las Luces, como Voltaire, Rousseau y Montesquieu. En sus escritos a menudo censurados, esos filósofos defendían que los hombres nacían libres e iguales. Esto condujo posteriormente a la revolución francesa de 1789 y al concepto de derechos humanos (en francés). A la edad de 33 años, puede haber tomado también la expresión de un amigo italiano nacido en Prato y barrio, Philip Mazzei, como se señala en la resolución conjunta 175 del 103o Congreso, así como por John F. Kennedy, en Una nación de inmigrantes. 
En la historia inglesa existen usos anteriores de casi la misma frase. Primero por el sacerdote medieval John Ball, quien al estallar la Revuelta de los Campesinos de 1381 en su famoso sermón planteó la pregunta "Cuando Adán ahondó y Eva atravesó, ¿Quién era entonces el caballero?" y proclamó "Desde el principio todos los hombres por naturaleza fueron creados iguales".[10] En su obra de 1690 Second Treatise of Government, el filósofo John Locke argumenta que en el "estado de naturaleza" que existía antes de la formación de gobiernos, todos los hombres fueron creados iguales.
Una mención anterior de casi la misma frase exacta figura en el libro John Milton establecido en 1649 titulado " la tenencia de reyes y magistrados " , escrito después de la primera guerra civil inglesa para defender las acciones y los derechos de la causa parlamentaria, tras la ejecución de Charles I. el poeta inglés dice: " ningún hombre que sepa debería, puede verse tan afectado por negar que todos los hombres fueron privados naturalmente de libertad, ya que es la imagen y el uniforme de Dios mismo. En 1776, el Segundo Congreso Continental pidió a Benjamin Franklin, Thomas Jefferson, John Adams, Robert Livingston y Roger Sherman que escribieran la Declaración de Independencia. Esta Comisión, integrada por cinco miembros, sometió a votación el texto del documento. Después de que Jefferson terminó, le dio el documento a Franklin para que lo probara. Franklin sugirió cambios menores, uno de los cuales se destaca mucho más que los demás: "Sostenemos que estas verdades son sagradas e innegables ..." se convirtió en "Sostenemos que estas verdades son evidentes por sí mismas".
El segundo párrafo de la declaración de independencia de los Estados Unidos comienza de la siguiente manera: " consideramos que esas verdades son evidentes, que todos los hombres son iguales, que son dotados por su creador de ciertos derechos no legítimos, que entre ellos figuran la vida, la libertad y la búsqueda de la felicidad, que para garantizar esos derechos, los gobiernos son creados entre los hombres, lo cual deriva su justa facultad del consentimiento de los gobernados. 
La declaración de derechos de Virginia, fundamentalmente firmada por George Mason y aprobada por la Convención de Virginia el 12 de junio de 1776, contiene el texto siguiente: " todos los hombres son por naturaleza igualmente libres e independientes y tienen ciertos derechos inherentes. . . no pueden privar ni despojar a su posteridad; es decir, el disfrute de la vida y la libertad, con los medios de adquirir y poseer propiedades, y de perseguir y obtener la felicidad y la seguridad " George Mason era un plantador anciano que originalmente había planteado la teoría de los derechos naturales de John Locke: "Todos los hombres nacen igualmente libres e independientes y tienen ciertos derechos naturales inherentes de los cuales no pueden, por ningún pacto, privar o despojar a su posteridad; entre los cuales son el disfrute de la vida y la libertad, con los medios de adquirir y poseer propiedades, y de perseguir y obtener la felicidad y la seguridad ". El borrador de Mason fue aceptado por un pequeño comité y luego rechazado por la Convención de Virginia. Thomas Jefferson, un abogado competente de Virginia, vio esto como un problema en la redacción legal y eligió palabras que eran más aceptables para el Segundo Congreso Continental.
La Constitución de Massachusetts, redactada principalmente por John Adams en 1780, contiene en su Declaración de Derechos el siguiente texto: "Todos los hombres nacen libres e iguales, y tienen ciertos derechos naturales, esenciales e inalienables; entre los cuales se puede contar el derecho a disfrutar y la defensa de sus vidas y libertades; la de adquirir, poseer y proteger la propiedad; en fin, la de buscar y obtener su seguridad y felicidad ". Los demandantes en los casos Brom y Bett v. John Ashley y Commonwealth V. Nathaniel Jennison argumentó que esta disposición abolió la esclavitud en Massachusetts. Este último caso dio lugar a una " declaración parcial " . . . que la institución de la esclavitud era incompatible con los principios de libertad e igualdad jurídica articulados en la nueva Constitución de Massachusetts ". Desde entonces, la frase ha sido considerada como una declaración distintiva en las constituciones democráticas e instrumentos similares de derechos humanos, muchos de los cuales han adoptado la frase o variantes de la misma.
Esclavitud y frase
La contradicción entre la afirmación de que " todos los hombres son creados en pie de igualdad y la existencia de esclavitud estadounidense, incluida la posesión por su parte de esclavos, suscitó comentarios cuando se publicó por primera vez la declaración de independencia. Antes de la aprobación final, el Congreso, tras haber introducido algunas modificaciones en parte del texto, suprimió también casi una Cuarta parte del proyecto, incluido un paso que criticaba la trata de esclavos. En ese momento muchos otros miembros del Congreso también eran propietarios de esclavos, lo cual tenía claramente en cuenta en su decisión de suprimir el debate titulado " paso contra la esclavitud " . Considera que añadir ese paso disolvería el Movimiento por la independencia. Jefferson, décadas antes de la Declaración de Independencia, defendió ante el tribunal la abolición de un esclavo. El Tribunal desestimó definitivamente el caso. Al escribir la declaración, Jefferson creía que la frase "todos los hombres son creados iguales" era evidente por sí misma y, en última instancia, resolvería la esclavitud. En 1776, el abolicionista Thomas Day escribió: "Si hay un objeto verdaderamente ridículo por naturaleza, es un patriota estadounidense, firmando resoluciones de independencia con una mano, y con la otra blandiendo un látigo sobre sus atemorizados esclavos".
Esta frase se utiliza además en el discurso de Martin Luther King I have a dream con un lema de sueño por muchas de estas mismas razones.
Críticas
La frase "todos los hombres son creados iguales" ha recibido críticas de elitistas y conservadores tradicionales. Por ejemplo, Richard M. Weaver escribió por escrito, en una de las obras fundamentales del multilingüismo tradicional, Ideas que tienen consecuencias (1948), un escritor del siglo XIX en el sentido de que " nunca se creó ningún hombre libre ni dos hombres jamás creados en pie de igualdad. Continúa: "La convivencia de los pueblos en grupos grandes o pequeños no se basa en esta noción quimérica de igualdad, sino en la fraternidad, un concepto que lo antecede en la historia porque es inmensamente más profundo en el sentimiento humano. El antiguo sentimiento de fraternidad entraña obligaciones cuya igualdad no conoce nada. Exige el respeto y la protección, la fraternidad es la condición familiar y, por naturaleza, la familia es jerárquica. El término " todos los hombres " se crea en pie de igualdad, es parte de la frase que dice en su totalidad: " consideramos que esas verdades son evidentes, que todos los hombres son iguales, que son dotados por su creador de ciertos derechos inalienables, entre ellos la vida, la libertad y la búsqueda de la felicidad.
Howard Zinn ha escrito que el uso de la palabra 'hombres', con exclusión de las mujeres, indicaba que las mujeres estaban "más allá de la consideración como dignas de inclusión" y "simplemente se las pasaba por alto en cualquier consideración de derechos políticos, cualquier noción de igualdad cívica ".
Legado
La proclamación vietnamita de independencia, escrita en 1945, utiliza la frase " todos los hombres son creados en pie de igualdad y menciona también la declaración de independencia de los Estados Unidos.
La declaración de independencia de Rhodesia, ratificada en noviembre de 1965, se basa en la estadounidense, sin embargo, omite la frase "todos los hombres son creados iguales", junto con "el consentimiento de los gobernados".

## Más lectura
Maier, Pauline (1999-06-01). " La triste historia de " todos los hombres son creados en pie de igualdad. Washington & Lee Law Review. 56 3): 873.